# Marcos Pinedo
Marcos F. Pinedo é um patrono, colecionador e negociante de arte cubano-americano que foi uma figura ativa na contribuição para o estabelecimento do mercado de arte cubano e latino-americano no sul da Flórida. Ele e sua esposa, Josefina Camacho Pinedo, possuem a coleção de belas artes Pinedo de arte latino-americana e europeia proeminente.

## Vida pregressa
Marcos Fernando Pinedo nasceu em 22 de julho de 1948, em Havana, Cuba e posteriormente criado na região de Matanzas. Sua formação cultural através da família de sua mãe e de seu pai era espanhola. Como tal, todos os seus avós eram espanhóis. A família de sua mãe era basca da região de Bilbao com formação agrícola, enquanto a família de seu pai era originária das Ilhas Canárias e trabalhava nas indústrias elétrica e automobilística que se tornaram cada vez mais lucrativas na região durante o rescaldo da Revolução Industrial . Ambas as linhagens de sua família migraram para Cuba como resultado da agitação política generalizada da Guerra Civil Espanhola. Da mesma forma, a própria vida de Pinedo foi grandemente impactada pela Revolução Cubana e pela subsequente ascensão de Fidel Castro ao poder. Antes da invasão da Baía dos Porcos, sua família providenciou para que ele fosse trazido para os Estados Unidos.

## Mudança para os Estados Unidos
Pinedo participou do êxodo cubano e emigrou para Miami em 6 de abril de 1961, aos 12 anos como parte da Operação Peter Pan, após a qual passou a fazer parte da diáspora cubana residente nos Estados Unidos. Seus pais, impossibilitados de sair devido a restrições governamentais, permaneceriam em Cuba. Seu tio materno Eric Beraza, fabricante de botas militares espanhol, já morava nos Estados Unidos e foi o responsável pela educação de Pinedo nos EUA. Após uma breve estadia de nove dias em Miami, os dois iriam morar na Carolina do Norte, onde Beraza morava.
Eles ficariam na Carolina do Norte por dois anos antes de retornar a Miami para se juntar aos avós maternos que estavam deixando Cuba e se juntar à grande comunidade cubana exilada de lá. Quando adolescente, Pinedo frequentou a Miami Jackson Senior High School até a décima série, quando ele e seu tio se mudaram para San José, na Califórnia, em busca de melhores oportunidades. Lá, ele se formou no ensino médio e depois frequentou o San Jose City College, onde estudou idiomas.

## Carreira artística e vida posterior
Em 1972 Pinedo retornou a Miami e no ano seguinte conheceu Josefina Camacho, recentemente divorciada do famoso artista cubano Juan González. Pinedo e Camacho se conheceram e tiveram seus primeiros encontros na Galeria Permuy, uma das primeiras galerias de arte cubanas no sul da Flórida e um local influente no apoio à comunidade artística latina da região. O casal era próximo da gerente da galeria, negociante de belas artes e curadora Marta Permuy. Pinedo e Camacho participaram ativamente das populares Friday Gallery Nights de Permuy (conhecidas coloquialmente na comunidade cubana como "los viernes") e de seus encontros noturnos de salões culturais afiliados. Esses eventos semanais de longa duração foram um importante nexo cultural no mercado de arte latino-americano do sul da Flórida.
Nessas reuniões, Permuy apresentava Pinedo a muitos artistas, colecionadores e outras figuras da comunidade e foi sua primeira grande imersão nas artes. Pinedo e Camacho foram presenças frequentes nessas reuniões influentes e Permuy seria um associado próximo e importante conselheiro de Pinedo ao longo de sua carreira. Através desta rede, Pinedo começou a colecionar arte e a construir um extenso portfólio de vários artistas de destaque durante este período. Pinedo foi um dos primeiros apoiadores de Baruj Salinas antes de sua ascensão à proeminência internacional e Pinedo colecionava consistentemente obras dos vários períodos artísticos de Salinas desde que se conheceram na década de 1970. Salinas também era vizinho de González antes de sua mudança para Nova York. Pinedo também seria um ávido colecionador de outros artistas cubanos durante esse período de formação, quando o mercado de arte latino-americano começava a tomar forma. Muitos deles foram artistas influentes que ajudaram a moldar essa paisagem inicial, como outros membros do Grupo GALA e o trio Lourdes Gomez Franca, Dionisio "Denis" Perkins e Miguel "Mickey" Jorge.
Pinedo e Camacho se casaram em 3 de fevereiro de 1979. O casal manteve boas relações com González e ocasionalmente o representou no sul da Flórida depois que ele se mudou para Nova York no início dos anos 1970. A partir da década de 1980, Permuy ajudou Pinedo a expandir seu envolvimento nas artes além da coleção, para incluir sua própria prática de negociação de belas artes. Ele se tornou uma figura artística proeminente pela primeira vez durante este período, quando Miami emergiu como um centro de arte internacional com a fama da "Geração Miami" de artistas e o amplo restabelecimento de artistas anteriores da geração Vieja Guardia. Em 1983, os Pinedos contribuíram com obras de arte que foram apresentadas na exposição histórica do Museu de Arte de Cuba, que deu nome à era da Geração Miami. Na década de 1990, Pinedo fundou e fundou a Marcos Pinedo Fine Art Inc., por meio da qual conduz seus negócios e transações artísticas. Em 2006, Pinedo forneceu a maior parte das obras utilizadas na exposição retrospectiva da carreira de Baruj Salinas, realizada na Florida National University.

## A coleção Pinedo
A coleção de belas artes de Marcos e Josefina Pinedo inclui pinturas, desenhos, esculturas e fotografias de belas artes cubanas, americanas, europeias e outras artes plásticas latino-americanas. Os estilos variam do figurativo à abstração total e incluem obras que apresentam Cubismo, Expressionismo, Modernismo, Realismo e outros gêneros e movimentos artísticos do século XX e contemporâneos. Várias obras, como as de Agustín Cárdenas e Juan González, representam os níveis superiores do mercado internacional de arte cubana.
A Coleção Pinedo também abriga a maior coleção particular de obras de Baruj Salinas, abrangendo mais de 30 obras de vários períodos da carreira de Salinas, incluindo a obra Spiraling II (1979) que aparece na capa do livro BARUJ SALINAS. A coleção também forneceu a maioria das obras usadas na exposição retrospectiva da carreira de Salinas em Miami em 2006, que abrangeu mais de 30 obras de pinturas acrílicas (incluindo sua notável série Linguagem das Nuvens), desenhos e cerâmica. Outra obra importante da Coleção Pinedo é Splendor in the Grass (1970), de Juan Gonzalez, que foi apresentado no Miami Metropolitan Museum & Art Center (Kendall Branch) e a Christie's de Nova York.
Seguindo a filosofia de sua orientadora Marta Cazañas Permuy, Pinedo colecionaria artistas renomados e bem estabelecidos, bem como procuraria e apoiaria artistas desconhecidos, em dificuldades e emergentes para ajudá-los a se estabelecerem melhor nas artes. Ele também doou várias obras de arte ao Museu de Arte de Fort Lauderdale e à Universidade Nacional da Flórida.
Em 1993, Marcos e Josefina Pinedo contribuíram para o livro Dreamscapes: The Art of Juan González, que contou com obras da Coleção Pinedo.

### Arte cubana
A coleção de belas artes de Marcos e Josefina Pinedo está mais associada à arte cubana. A partir da década de 1970, Pinedo e sua esposa apoiariam e colecionariam vários artistas cubanos das gerações Vanguardia e Vieja Guardia. Nas décadas seguintes, sua coleção de arte cresceria para incluir alguns dos mais proeminentes pintores cubanos dos séculos XX e XXI, incluindo: Wifredo Lam, Juan González, Baruj Salinas, Rafael Soriano, Enrique Riveron, Lourdes Gomez Franca, Dionisio Perkins, Miguel Jorge, Agustín Fernández, Cundo Bermudez, Humberto Calzada, Emilio Hector Rodriguez, Carlos Macias (1951–1994), Paul Sierra, e Rolando López Dirube.     Além de pinturas, os Pinedos também colecionaram obras de arte escultórica de escultores cubanos: Agustín Cárdenas, Enrique Gay García e Rafael Consuegra e fotografias de Miguel Fleitas.

### Arte americana, europeia e latino-americana
Embora a coleção Pinedo seja composta principalmente de arte cubana, ela também apresenta diversas artes não-cubanas notáveis, como arte americana, europeia (francesa e espanhola) e outras artes latino-americanas (mexicana, argentina e chilena). Estes incluem: Alexander Calder, Marc Chagall, Joan Miró, Eduardo Chillida, Roxana McAllister, Rufino Tamayo, Raul Anguiano, Roberto Matta, Rafael Ferrer e Pérez Celis.

## Legado
Pinedo e sua contribuição artística serão apresentadas na exposição "Geração Miami" de 1983, que definiu a arte de Miami naquela década, à medida que emergia como um centro de arte internacional. Pinedo doou obras de arte da Coleção Pinedo ao Museu de Arte de Fort Lauderdale e à Universidade Nacional da Flórida, que foram adicionadas às suas coleções permanentes. Estes incluem obras de artistas proeminentes Wifredo Lam, Baruj Salinas, e outros. Muitas destas obras de Salinas, Agustín Cárdenas e Carlos Alfonzo foram apresentadas na grande exposição "Quebrando Barreiras" de 1997, que mais tarde foi tema de um livro com o mesmo nome. Ele também contribuiu e ajudou a organizar a retrospectiva da carreira de Salinas em 2006.
Além de Breaking Barriers, Pinedo também foi mencionado e discutido em vários outros livros e literatura sobre arte cubana, incluindo Cuban American Art in Miami: Exile, Identity, and the Neo-Baroque (2004), Cuban Artists Across the Diaspora: Setting the Tent Against the House (2011), e Abstraction: a tradition of collecting in Miami (1994), bem como El Nuevo Herald e The Miami Herald.
Obras da Coleção Pinedo também foram apresentadas em livros específicos de artistas, incluindo Baruj Salinas (1979), Dirube (1979), Dreamscapes: The Art of Juan González (1994),  e Rafael Soriano and the Poetics of Light (1998).